# Rhagonycha pacifica
Rhagonycha pacifica es una especie de coleóptero de la familia Cantharidae.

## Distribución geográfica
Habita en Rusia.